# Véronique Sanson
Véronique Sanson (Boulogne-Billancourt, 1949. április 24. –) francia énekesnő, dalszerző. Igen egyéni, rá különösen jellemző énekstílusa van, ami jól illik a francia pop-dalok előadásához: hangja feltűnően erős vibrációval rendelkezik. Zongorázik, gitározik.

## Pályakép
Szülei a francia ellenállás tagjai voltak a német megszállás idején.
Apja a második világháború előtt francia diplomata volt Hágában. Amikor a németek megszállták Hollandiát, kódolt üzenetet küldött, hogy figyelmeztesse a francia kormányt arról, hogy Németország a belga határ felől meg fogja megtámadni Franciaországot. Ezt az üzenetet Colette – René Sanson későbbi felesége – francia hadügyminisztérium kommunikációs munkatársa dekódolta. (Csak néhány hónappal később ismerkedtek meg egy börtönben).
Véronique Sanson egy nagyon elegáns párizsi lakásban nőtt fel. A Cours Hattemer magániskolában tanult. Szülei a zenét a legfinomabb művészetnek tartották, ezért lányuk alapos zenei oktatásban részsült. Anyja gitározott, míg apja, aki dzsesszrajongó volt, négy éves korától zongorázni tanította. 13 éves korában már dalokat írt, valamint a The Beatles, Ray Charles és Dionne Warwick hatása alá került. Ezek hatása alatt alakította ki eredeti énekstílusát.
1965-ben egy súlyos meningitisz után amnéziát szenvedett el és csak emlékfoszlányai maradtak gyerekkoráról.
Évekkel Barbara sikerei után Véronique Sanson az 1972-ben debütáló albumával, az Amoureuse-szel szerezte meg Barbara koronáját. Az Amoureuse 1973-ban Kiki Dee előadásában az Egyesült Királyságban is nagy sikerré vált, majd számos más énekes is előadta Polly Browntól (1973) Olivia Newton-Johnig (1974).
Az Amoureuse lemezét a francia mellett német, spanyol, holland és japán nyelven is kiadták.

## Lemezek

### Studióalbumok
- Amoureuse (1972)
- De l'autre côté de mon rêve (1972)
- Le maudit (1974)
- Vancouver (1976)
- Hollywood (1977)
- 7ème (1979)
- Laisse-la vivre (1981)
- Véronique Sanson (1985)
- Moi le venin (1988)
- Sans regrets (1992)
- Indestructible (1998)
- D'un papillon à une étoile (1999)
- Longue distance (2004)
- Plusieurs Lunes (2010)
- Dignes, dingues, donc... (2016)
- Duos volatils (2018)

### Live
- Live at the Olympia (1976)
- Au Palais des Sports (1981)
- L'Olympia (1985)
- A l'Olympia 89
- Symphonique Sanson (1989)
- Zenith 93
- Comme ils l'imaginent (1995)
- Véronique Sanson chante Michel Berger, Avec vous (2000)
- Olympia (2005)
- Le Cirque Royal de Véronique Sanson (2012)
- Olympia 1975 (2015)
- Les années américaines: Le film (2016)

## Díjak
- 1975: Silver Prize, Tokyo Music Festival
- 1978: Best Female Artist of the Year, Midem[6]
- 1984: Named Chevalier of the Ordre des Arts et des Lettres by the French Ministry of Culture
- 1991: Grand Prix de la Société des auteurs, compositeurs et éditeurs de musique
- 1992: Medal of the French National Order of Merit (France)
- 1993: Best Female Artist of the Year
- 1996: Best Female Artist of the Year
- 2005: Named Officer of the Ordre des Arts et des Lettres by the French Ministry of Culture
- 2013: Victoires de la musique, Honorary Award
- 2015: Prix spécial de la SACEM
- 2015: Grand Prix de la chanson française from the Académie Française for her entire song catalog
- 2019: Commander  of the Ordre des Arts et des Lettres